# Aplicação aditiva
Na álgebra, uma função aditiva, ou aplicação aditiva, ou ainda aplicação Z-linear, é uma função f que preserva a operação de adição:
{\displaystyle f(x+y)=f(x)+f(y)}
para cada par de elementos x e y no domínio de f . Por exemplo, qualquer transformação linear é aditiva. Quando o domínio é o conjunto dos números reais, essa é a equação funcional de Cauchy. Para um caso específico dessa definição, consulte polinômio aditivo . 
Mais formalmente, uma função aditiva é um homomorfismo de Z-módulos. Como um grupo abeliano é um Z-módulo, uma aplicação aditiva pode ser definida como um homomorfismo de grupos entre grupos abelianos.
Exemplos típicos incluem funções entre anéis, espaços vetoriais ou módulos que preservam o grupo aditivo. Uma função aditiva não preserva necessariamente nenhuma outra estrutura do objeto, por exemplo, a operação de produto de um anel.
Se f e g são funções aditivas, a função f + g (definida ponto a ponto) é aditiva.
Uma função V × W → X que é aditiva em cada um dos dois argumentos separadamente é chamada de função bi-aditiva ou função Z-bilinear.